# نيلي (لون)
النيلي هو أحد درجات اللون الأزرق الداكن، واسمه منسوب للنيلة.
طول موجة هذا اللون محصورة بين 420 و450 نانومتر، ما يضعه ما بين الأزرق والبنفسجي. وقد صنفه نيوتن كأحد المكونات السبع للضوء في دولاب الألوان، غير أن العلماء لا يصنفونه كذلك.

## صور

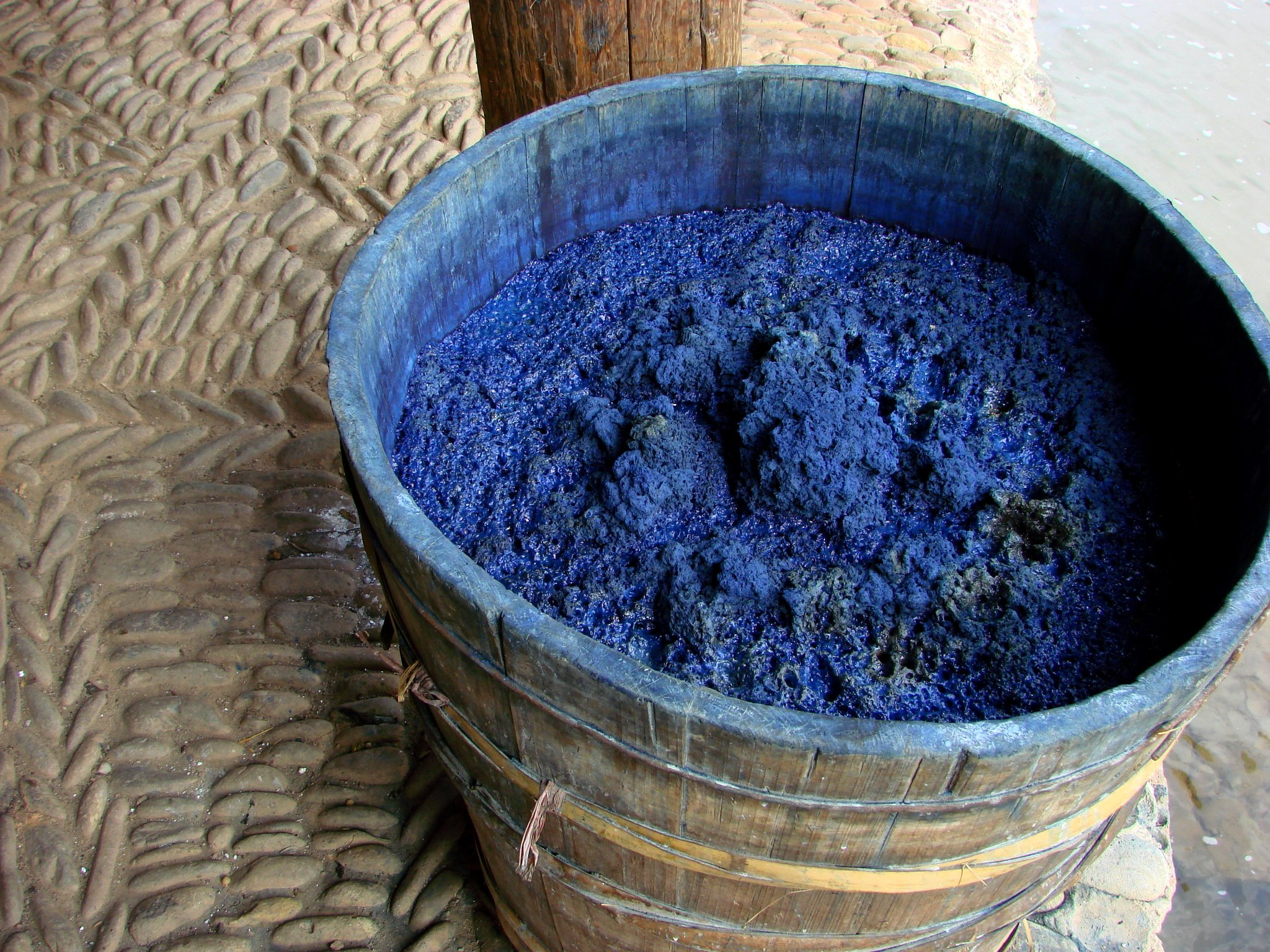
دلو من النيلة من قويتشو.
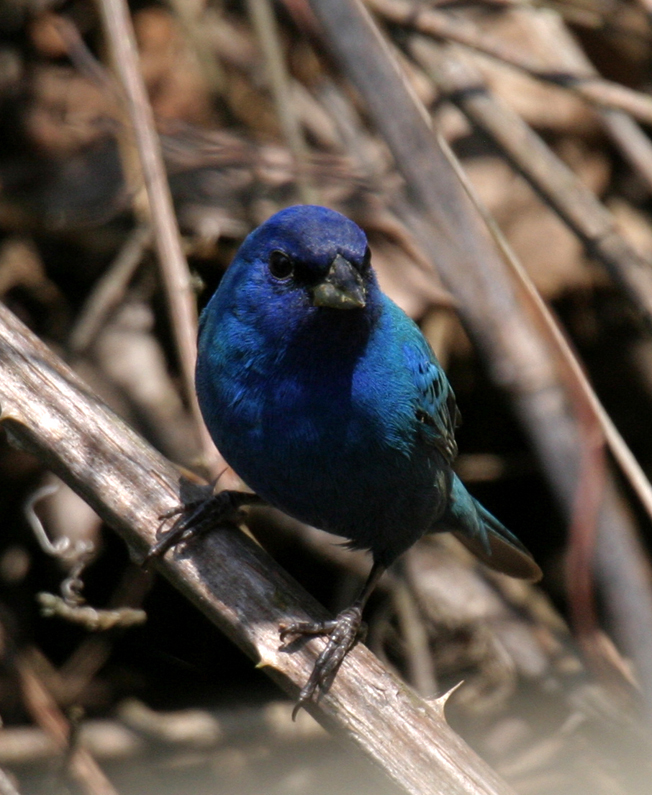
ذكر طائر هويد
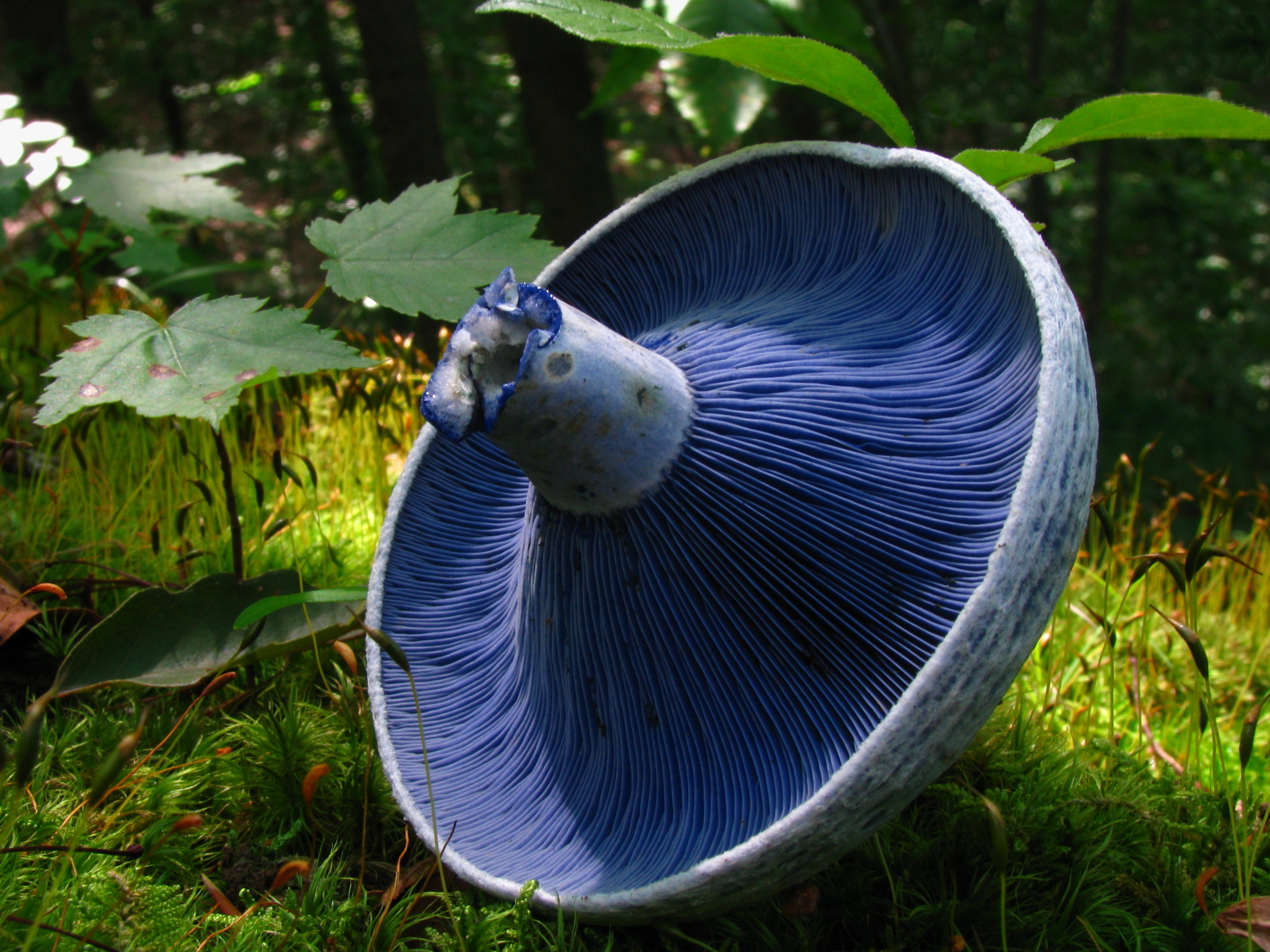
فطر من فصيلة عيش الغراب
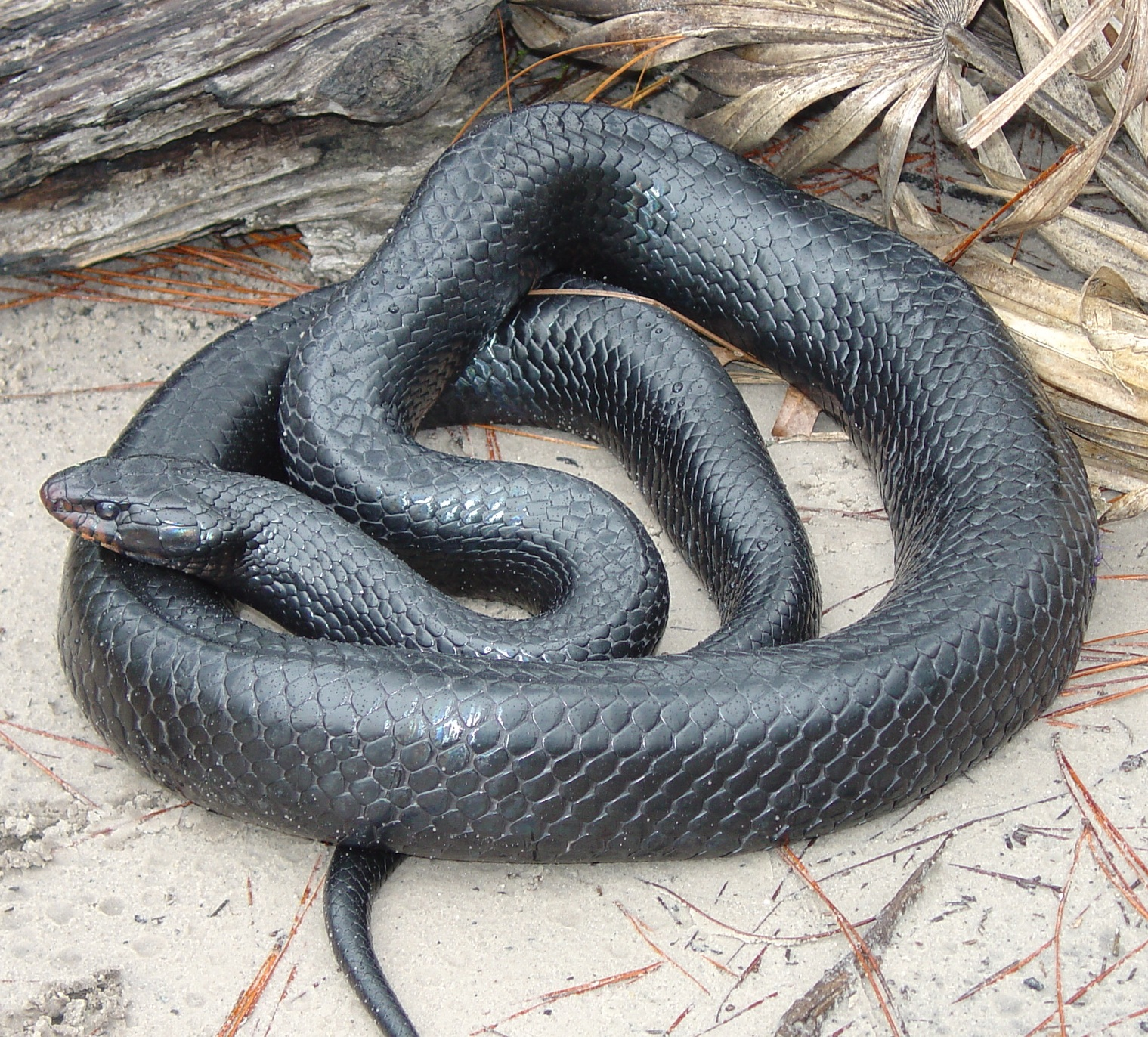
ثعبان من جنوب غرب الولايات المتحدة.
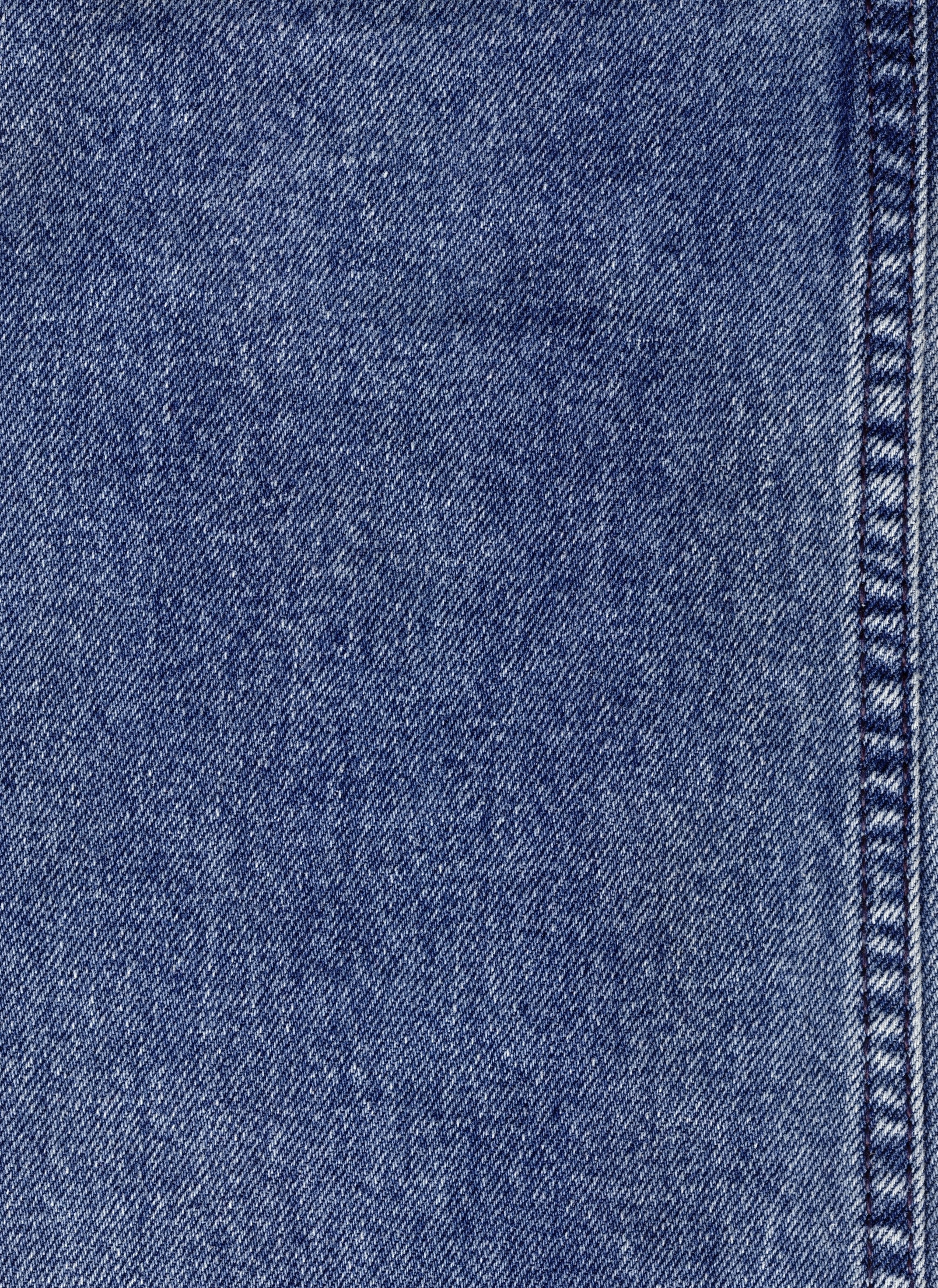
نسيج الدينم ملون بالنيلي.
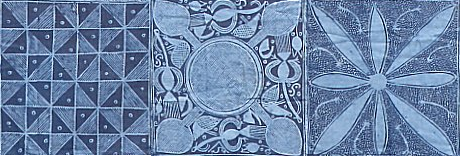
قماش adire يوروبا مزخرف بالنيلي.